# Наборув
Наборув (пол. Naborów) — село в Польщі, у гміні Бжег-Дольний Воловського повіту Нижньосілезького воєводства.
Населення — 349 осіб (2011).
У 1975-1998 роках село належало до Вроцлавського воєводства.

## Демографія
Демографічна структура станом на 31 березня 2011 року:
|          | Загалом | Допрацездатний вік | Працездатний вік | Постпрацездатний вік |
| -------- | ------- | ------------------ | ---------------- | -------------------- |
| Чоловіки | 179     | 29                 | 139              | 11                   |
| Жінки    | 170     | 27                 | 107              | 36                   |
| Разом    | 349     | 56                 | 246              | 47                   |